# (181855) 1998 WT31
(181855) 1998 WT31 é um objeto transnetuniano (TNO) localizado no cinturão de Kuiper, uma região do Sistema Solar, ele é classificado como um cubewano. O mesmo possui uma magnitude absoluta (H) de 7,2 e, tem um diâmetro com cerca de 160 km, por isso existem poucas chances que possa ser classificado como um planeta anão, devido ao seu tamanho relativamente pequeno.

## Descoberta
(181855) 1998 WT31 foi descoberto no dia 18 de novembro de 1998 por Marc W. Buie.

## Órbita
A órbita de (181855) 1998 WT31 tem uma excentricidade de 0.187, possui um semieixo maior de 46,264 UA e um período orbital de cerca de 315 anos. O seu periélio leva o mesmo a uma distância de 37,612 UA em relação ao Sol e seu afélio a 54,915 UA.